# 石川難波麻呂
石川 難波麻呂（いしかわ の なにわまろ）は、奈良時代の貴族。大紫・蘇我連子の子とする系図がある。官位は正四位下・常陸守。

## 経歴
元明朝の和銅4年（711年）正五位上に叙せられ、和銅7年（714年）従四位下・常陸守に叙任され地方官を務める。常陸守在任中の霊亀年間に、常陸国が平城京から離れており調を貢納する脚夫が多量の路粮を必要とすることを理由に、郡発稲の名称で5万束の稲を別置して出挙に出し、利息を路粮に充当する制度を作っている。なお、これに対して主税寮は太政官符に基づかない出挙は違法であるとして、制度は一旦停廃されるが、弘仁2年（811年）になって良い制度であるとして再開された。
元正朝に入っても、霊亀3年（717年）従四位上、養老3年（719年）正四位下と引き続き順調に昇進している。

## 官歴
- 和銅4年（711年） 4月7日：正五位上
- 和銅7年（714年） 正月5日：従四位下。10月13日：常陸守
- 霊亀3年（717年） 正月4日：従四位上
- 養老3年（719年） 正月13日：正四位下

## 系譜
- 父：蘇我連子[3]
- 母：不詳
- 生母不明の子女
  - 男子：石川豊人[3]